# Dichotomius dahli
Dichotomius dahli là một loài bọ cánh cứng trong họ Bọ hung (Scarabaeidae).